# Pelophryne rhopophilius
Pelophryne rhopophilius és una espècie d'amfibi que viu a Malàisia i, possiblement també, a Brunei i Indonèsia.